# Districtul El Affroun
El Affroun este un district din provincia Blida, Algeria.